# Pachyramphus spodiurus
A Pachyramphus spodiurus a madarak (Aves) osztályának verébalakúak (Passeriformes) rendjébe és a Tityridae családjába tartozó faj. Egyes szervezetek az egész családot, a kotingafélék (Cotingidae) családjában sorolják Tityrinae alcsaládként.

## Rendszerezése
A fajt Philip Lutley Sclater angol ornitológus írta le 1816-ban.

## Előfordulása
Dél-Amerika északnyugati részén, Ecuador és Peru területén honos. A természetes élőhelye a szubtrópusi vagy trópusi síkvidéki esőerdők és cserjések, valamint ültetvények. Állandó, nem vonuló faj.

## Megjelenése
Átlagos testhossza 14 centiméter.

## Külső hivatkozások
- Képek az interneten a fajról
- Xeno-canto.org - a faj hangja és elterjedési területe